# Peterssonalgebra
Inom matematiken är en Peterssonalgebra en sammansättningsalgebra över en kropp konstruerad från en tredje ordningens automorfism av en Hurwitzalgebra. De konstruerades först av Petersson (1969).

## Konstruktion
Anta att C är en Hurwitzalgebra och att φ är en automorfism av ordning 3. Definiera en ny produkt av x och y som φ(x)φ2(y). Med denna nya produkt säges algebran vara en Peterssonalgebra.